# Windows DVD Maker
Windows DVD Maker là một chương trình ứng dụng chỉ có trong các phiên bản cao cấp của Windows Vista (Home Premium và Ultimate), và Windows 7 Home Premium và các phiên bản cao hơn được thiết kế để tạo các đĩa phim DVD có thể xem bằng các phần mềm trên máy tính hoặc đầu đĩa DVD dân dụng. Ở một số trường hợp, nó tương thích với iDVD trong Mac OS X.
Ứng dụng dùng tệp XML cho DVD Maker, sử dụng codec MPEG-2 cho video và Dolby Digital cho âm thanh.